# Rakovnik pri Šentrupertu
Rokovnik pri Šentrupertu je naselje u slovenskoj Općini Šentrupertu. Rokovnik pri Šentrupertu se nalazi u pokrajini Dolenjskoj i statističkoj regiji Jugoistočnoj Sloveniji. 

## Stanovništvo
Prema popisu stanovništva iz 2002. godine naselje je imalo 108 stanovnika.